# جزر بووكان
جزر بووكان هي مجموعة من الجزر الصغيرة جنوب جزر بانجاي وتتبع مقاطعة سولاوسي الوسطى في إندونيسيا ومن أهم جزرها:
- جزيرة بووكان
- جزيرة لابوبو
- جزيرة كيبونغان
- جزيرة كوتودان
- جزيرة تروبيتناندو
- جزيرة تيمباو
- جزيرة سالو الكبرى
- جزيرة سالو الصغرى
- جزيرة ماسيب
- جزيرة بانغكولو